# 路易斯·阿姆斯特朗
路易斯·丹尼尔·阿姆斯特朗（英語：Louis Daniel Armstrong，1901年8月4日—1971年7月6日），美国黑人爵士小號手、歌手﹑樂團領袖。阿姆斯特朗是20世纪最著名的爵士乐音乐家之一，被称譽为“爵士乐之父”。他以超凡的个人魅力和不断的创新，将爵士乐从新奥尔良地区带向全世界，变成广受大众欢迎的音乐形式。阿姆斯特朗早年以演奏小号成名，后来他以独特的沙哑嗓音成为爵士歌手中的佼佼者，1971年因心肌梗塞逝世。

## 生平经历

### 早年生活

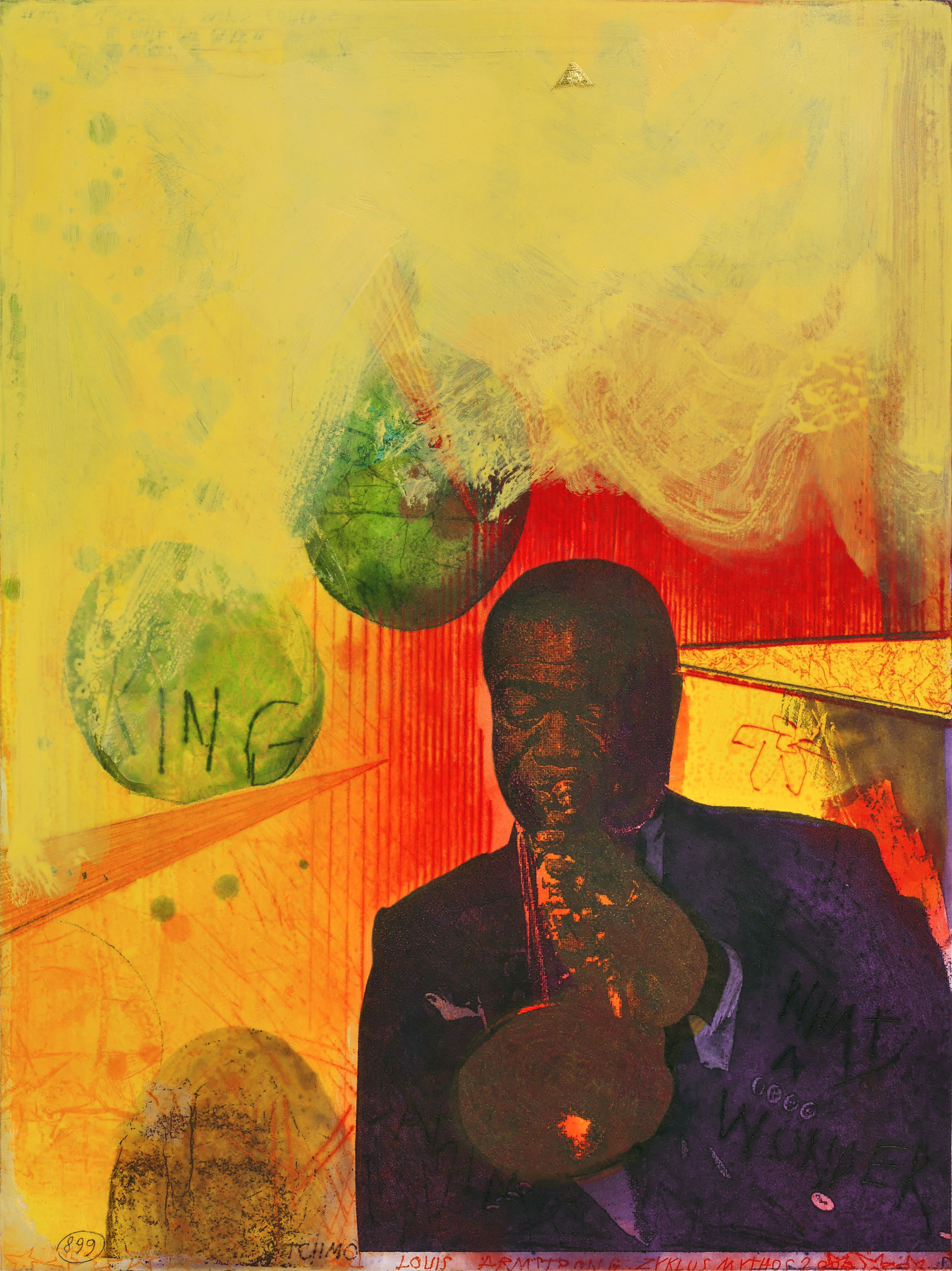
手绘的“路易斯·阿姆斯特朗”版画（2002）

阿姆斯特朗在自传中多次声称生于1900年7月4日，但直到80年代中期，人们才通过他的施洗纪录，了解到他的真正生日1901年8月4日。
阿姆斯特朗生于路易斯安那州新奥尔良市的一个贫穷的家庭，是一个奴隶的孙子。他从小在贫民窟度过他的童年。当他还是个婴儿的时候，父亲（威廉·阿姆斯特朗，1881-1922）抛弃了家庭，娶了别的女人。之后，母亲（玛丽·安·阿姆斯特朗，1886-1942）离开家，将他和妹妹（碧翠絲·阿姆斯特朗，1903-1987）交与祖母照顾。阿姆斯特朗五岁时，搬去与母亲同住。他对父亲的印象很模糊，只在游行中见过父亲。
阿姆斯特朗进入费斯克学院，正是在那里他接触了音乐。为了不让母亲出卖肉体，他靠卖报赚取零钱，有时甚至寻找被丢弃的食物转卖给餐厅。他经常去家周围的舞厅，喜欢观察那里的一切，沉浸与人们动感的舞蹈中。为了赚取零花钱，他去斯特里维尔（美国新奥尔良红灯区）为妓院与舞厅送煤，同时聆听乐队的演奏。那里常是著名音乐演奏家的聚集之地，其中就有杰出短号手乔·奥利弗。
从费斯克学院辍学之后，阿姆斯特朗加入一个童声合唱团，在街边卖唱为生，常常陷入生活困境。由于不良行为，他经常被送到儿童之家（儿童教养院）。大卫·彼得在教养院为大家提供音乐训练并任命阿姆斯特朗为乐队领队。教养院乐队在新奥尔良巡回演出，阿姆斯特朗凭借自己出色的小号演奏吸引了人们的注意，开始了他的音乐生涯。十四岁时，他被允许回家，与他的父亲和继母住在一起，后来又搬去和母亲一起住。
在亨利·彭斯的舞厅，他得到了第一份正式的工作，在那里，黑人斑倪成为他的监护人和导师。他白天送煤，晚上表演小号。
阿姆斯特朗经常在城市的铜管乐队游行中演奏，并抓住每次向音乐前辈学习的机会。邦·约翰逊，娃娃欧瑞乐团都是他学习的对象，特别是金·奥利弗。阿姆斯特朗将他视为自己的音乐导师和父亲。之后，阿姆斯特朗加入了铜管乐队并在江轮上演奏。他还加入了命运玛丽堡乐队，乘坐汽船游览密西西比河。他将在玛丽堡的生活描绘成自己的大学生涯。

### 演出生涯
在以后的几年中，阿姆斯特朗开始在新奥尔良和密西西比流域的一些地方从事小号演奏，他加入了不少乐队，乐观开朗的个性和日趋成熟的演奏，为他赢得了好名声，约瑟夫·奥里弗开始关注他并邀请他到芝加哥参加自己的“黑人后裔爵士乐队”。
在奥里弗乐队的日子中，阿姆斯特朗迅速确立了自己新一代演奏家的身份，并和奥里弗一起为爵士乐留下了一批著名的录音。
1924年后，阿姆斯特朗赴纽约，参加了作曲家兼指挥弗莱彻·亨德森的乐队。阿姆斯特朗出类拔萃的演奏，给当时还处在发展状态的纽约爵士界带来震动和启发，在那里，他成为无可争议的爵士乐领军人物。
1925年阿姆斯特朗携李尔从纽约回到芝加哥，开始组建自己的乐队，他先后组建的“热门五人”和“热门七人”乐队红极一时，琼尼·多兹和李尔都是乐队中的成员。他的乐队，更注重个人演奏者在乐队中的领导地位，这改变了早期爵士乐乐队众人一面没有大师风采的特征。到了1928年，阿姆斯特朗组建了“萨伏伊舞厅五重奏乐队”，在“热门五人”和“热门七人”的风格上再作改革：将小号和钢琴的交替演奏作为乐队的特色，这改变了爵士乐队单纯担任舞厅伴奏者的地位，将爵士乐上升为一门独立的艺术，同时也改变了爵士乐队过去以钢管乐器演奏为主的单调形式，此时他录制的作品“西区布鲁斯”，成为爵士乐历史上最优秀的单曲之一。
进入30年代，阿姆斯特朗一代宗师的地位已经确立，整个大乐队时期，他都是所有著名乐队争相邀请的对象，他的小号演奏和独特的沙哑歌声，成为大萧条时代最温暖和最浪漫的声音之一。在1932至1934年之间，阿姆斯特朗两度访问欧洲，他因此成为最早将爵士乐传播到欧洲大陆的爵士音乐家。在乐坛获得盛名的同时，阿姆斯特朗也致力开拓别的领域，他拍电影，组织大型马戏团巡演，自己则喜欢客串成眼若铜铃的小丑，吹着小喇叭在舞台上又演又唱。这样多方位出击的结果，使得他成为全美著名的娱乐明星，而他的作品，也在各地畅销不衰。
阿姆斯特朗的巅峰时代是在1920至30年代，到了40年代，他一度失去了自己的风光，舆论认为，阿姆斯特朗和当年的奥里弗一样，已经衰老，无法适应新的风格。但阿姆斯特朗和奥里弗不一样，他没有固执己见，抱住大乐队和新奥尔良流派不放，顺应潮流的他及时解散了大乐队，组建著名的全明星乐队，最初的6位演奏家清一色是当时乐坛的成名人物，虽然他有足够的技术，任他始终没有尝试当时已经开始的比波普音（BEBOP）乐，在风格上，他坚持了自己的摇摆(SWING)本色。

### 后期

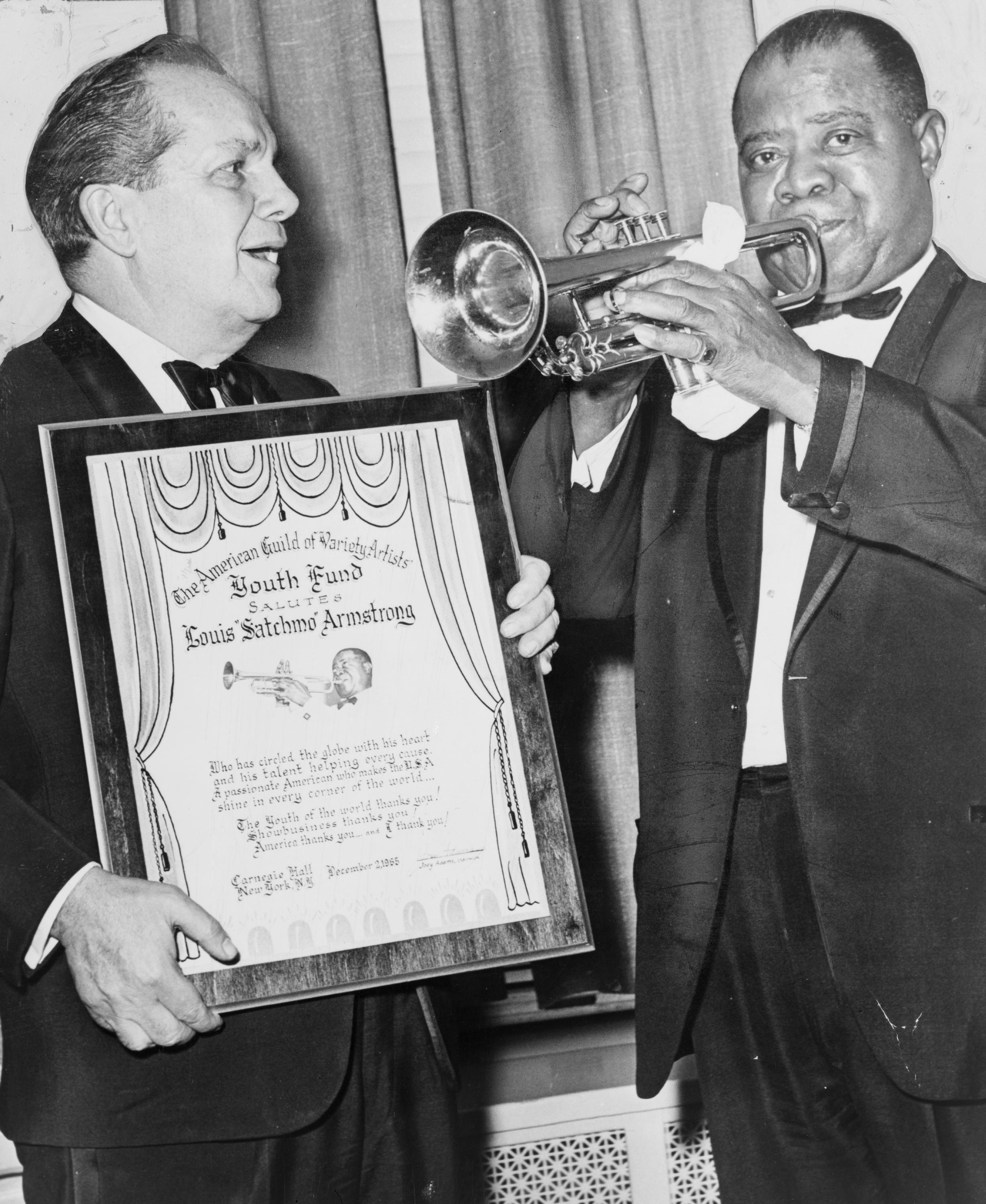
1966年的阿姆斯特朗

50年代后，阿姆斯特朗虽然还坚持演出，并和钢琴家奥斯卡·彼得森等人有过成功的合作，与女歌手艾拉·费兹洁拉的两重唱也获得极好的反响，在商业上，他依然取得了不错的成绩，创造了一系列的流行歌曲，但总体而言，他在爵士乐界的地位，已经不再那么重要，虽然他一如既往地受到乐坛后辈们的尊敬。60年代开始，他还被美国国务院作为美国爵士文化的代表，屡次出访外国。在这一时期，他也利用自己的声望，努力为自己的黑人同胞争取更多的合法权益。比如在60年代的黑人民权运动中，年事己高的他不顾白人种族主义者的威胁，在公众面前宣布自己支持南方黑人为自己利益采取的合法斗争。1957年，他出版了自传《小包嘴：我新奥尔良的生活》。
1971年7月6日，阿姆斯特朗因心肌梗塞在纽约逝世，所有的爵士乐手和乐迷都对他的去世表示哀悼。他被安葬在法拉盛墓地。他受到很多人的敬仰，许多名人都自发来做他的护柩者，如平·克劳斯贝，艾拉·费兹杰拉，迪兹·吉莱斯皮，珀尔·贝利。佩姬·李演唱了主祷歌。艾尔·西伯勒演唱了《无人知晓我遇见的困难》（Nobody Knows the Trouble I've Seen）。阿姆斯特朗一生的挚友弗瑞德罗宾发表了悼词。在他生前，在他身后，没有哪一位爵士乐手能像路易斯·阿姆斯特朗那样获得如此广泛的尊敬。

## 音乐历程

### 小号演奏和早期爵士
在他早期的音乐生涯中，阿姆斯特朗以他精湛的短号和小号演奏技巧而出名。他早期的小号演奏代表作收录于“热門五人组”（Hot Five）、“热門七人组”（Hot Seven）的专辑以及“红色洋葱爵士宝贝”（Red Onion Jazz Babies）当中。他在这些被堪称“新奥尔良爵士标准”的专辑中加入的即兴演奏，早已成为后期爵士演奏者难以超越企及的经典。后来的新奥尔良音乐者常常把他的即兴创作称作“旋律的随机改变”。阿姆斯特朗的即兴演奏在当时是大胆而精巧的，常常微妙而旋律感极强。
他通常从本质上对他演奏的流行曲调重新创作，让他们听起来更加富有趣味性。阿姆斯特朗的表演总是令人感觉愉快，因为它们都拥有着耳目一新的原创旋律，富于创造性的突变，以及或轻缓或激扬的节奏。在每一首曲子中他都会将他那生性不安份的活泼与嬉皮通过小号精灵般地跳跃着。而这些天才性的创作又通过他高超的演奏技巧表现出来，从而拓宽了小号表演的音域，为小号演出开找到了另一种可能。在这些专辑当中，阿姆斯特朗首先他证明了New Orleans集体即兴技巧，不是爵士管号演奏的唯一途径。他的独奏催人亢奋、独立于集体，创造了爵士的独奏角色，为爵士乐的自由表达提供了无限可能。
阿姆斯特朗在二十世纪二十年代早期的作品当中，展示了他想要打破自身能力限制，超越极限的愿望。尤其是在热力五人组的唱片当中，我们往往会听到一些细小的演奏失误和几个音的缺失，但这些并不能影响我们欣赏作品当中，通过即兴演奏所传递出来的旺盛生命力与愉悦感。路易斯的小号演奏也很有些不拘小节。在旧时的录音里面，他那粗粗的呼吸声听的很清楚。肯定是用嘴角抢的气。远不如Harry James那么斯文。而且他的小号的音色也绝不适合用来演奏温柔的爵士。粗糙的并狂放的比较适合他。到二十世纪三十年代中期，阿姆斯特朗的尝试已取得成功，那时的他已经非常清楚地了解自己凭借自身力量究竟能够将音乐边界推至多远。因此，那时他的演奏已臻于完美。
阿姆斯特朗是最早通过自己的演出录音来改进自身的艺术家之一。他也是一名热情的唱片爱好者，拥有非常丰富的唱片收藏，其中包括卷盘式的磁带，在他晚期的生涯当中，常常将这些唱片带在汽车尾箱之中。阿姆斯特朗喜欢听自己演奏的唱片，从音乐角度来比较自己不同的作品。在家中的小房间中，他拥有最新的音響设备，常常伴着自己的早期的唱片或广播进行排演和录音。

### 演唱和拟声的流行
随着他音乐的不断进步以及名气的提升，他在演奏之中加入的演唱也变得愈加重要。阿姆斯特朗并不是第一个在唱片之中运用拟声唱法的人，但他绝对是第一个将此技法掌握得如此纯熟并将其传播使其流行的第一人。他的歌声中常常带有拟声技巧，喜欢模仿大自然的一些声响，充满了对生活的热爱，这种方式被后世众多歌手效仿，包括摇滚歌手，对同时代和后世的歌唱家们影响很深。他即兴的创作能力，完全源自自然的天性，他很多素材是直接从日常生活中信手拈来。他的传记作者传神地说，有次阿姆斯特朗在巴黎演出结束后，走在大街上，有辆马车“口得口得口得”经过，声音在午夜特别地响亮。阿姆斯特朗转身就用同样节奏唱了一首新歌，神速得快赶上七步诗人了。
举一个例子，在录制Heebie Jeebies这张唱片时，他的乐谱掉到了地上，而我们的音乐家就直接开始演唱一些无意义的音节，阿姆斯特朗在他的自传中认可了这段轶事的真实性。同样，他在录制“我是来自大仲马的叮咚老爹”（ I'm A Ding Dong Daddy From Dumas）这张专辑时，他甚至唱出了“我确实忘词了”（I done forgot the words）这样的乐句。
这些唱片都相当受欢迎，而拟声唱法也成了他表演当中非常重要的部分。其实，在很早之前，阿姆斯特朗就已经开始在演奏之中加入即兴的喊叫或演唱，长短不一的词组，激情四射的即兴演唱，就像他演奏小号那样富于创造力地运用他自己的声音。

### 合作者与追随者
在他漫长的音乐生涯当中，他与多位最重要的乐器演奏者和声乐家都有过合作，其中包括宾·克罗斯比（Bing Crosby）, 艾灵顿公爵（Duke Ellington）, Fletcher Henderson, 厄尔·海恩斯（Earl Hines）, “会唱歌的扳道工”吉米·罗杰斯（the singing brakeman Jimmie Rodgers）, 贝西·史密斯（Bessie Smith ），以及可能最为人们所熟知的艾拉·费兹洁拉（Ella Fitzgerald）。
从后来的流行音乐发展来看，他对宾·克罗斯比的影响是最为重要的。克罗斯比非常崇拜阿姆斯特朗，并且模仿了他的风格。我们可以从宾·克罗斯比早期的唱片，比如说“只要再一次机会”（Just One More Chance, 1931）。新葛洛夫爵士字典（The New Grove Dictionary Of Jazz）这样详细地描述了克罗斯比对阿姆斯特朗的崇拜，尽管并没有明确地提到阿姆斯特朗的名字：
克罗斯比......的重要贡献在于，将一个黑人音乐的概念引入到主流的流行音乐当中来——歌词范围的伸展......他的技巧——降低和声当中呼吸所占的地位，将头音用轻柔地表现出来，用之前的音来辅助完成清晰的发音，进行子音的演唱，并且在花音、波音和含混音的使用上十分谨慎，以达到强调歌词本身的效果。而后来几乎所有的流行歌者都在模仿、运用这些技巧。
阿姆斯特朗和艾拉·费兹洁拉合作了三张专辑：“艾拉和路易斯”（Ella and Louis），“艾拉和路易斯的再度合作”（Ella and Louis Again），以及为活力唱片（Verve Records, 美国爵士唱片的一个标签）录制的“乞丐与荡妇”（Porgy and Bess）。在同时期，他还帮助和支持了奥斯卡·彼得森（Oscar Peterson），鼓手巴迪·瑞奇（Buddy Rich）的音乐之路。
他与“胖子沃勒”（Fats Waller）合作的唱片“大嘴演奏胖子”（Satch Plays Fats），其中所有的曲子都是由沃勒创作而成。他与威廉·克里斯托夫·汉蒂（W.C. Handy）在十九世纪五十年代合作的“路易斯·阿姆斯特朗演奏汉蒂”（Louis Armstrong Plays W.C. Handy），能算在他最具创造性唱片之中。他还参与到了戴夫.布鲁贝克富有挑战性的爵士唱片“真正的外交官”（The Real Ambassadors）中，其表现赢得了称赞。

### 盛行的作品以及音乐生涯后期
阿姆斯特朗的经典作品包括“星尘”（Stardust）“多美好的世界”（What a wonderful world）、“当圣徒行进时”（When The Saints Go Marching In）“做一个关于我的小小的梦”（Dream a Little Dream of Me）“不是错误行为”（Ain’t Misbehavin’）“你是个调皮的你”（You Rascal You）“萨瓦的兄弟友谊”（Stompin’ at the Savoy）。
“我们拥有世界上所有的时间”（We have all the time in the world）是1969年007系列电影《勇破雪山堡》英語《On Her Majesty Secret Service》中的配乐，1994年时，这首歌在受到吉尼斯关注，也帮阿姆斯特朗东山再起。这首歌再次发行之后在榜单上排名第三。之後亦再出現於2021年007系列电影《生死有時》英語《No Time To Die》為片尾曲。
1964年，阿姆斯特朗以一曲“你好，多莉！”（Hello, Dolly!）在告示牌百强单曲榜（Billboard Hot 100）上击败了披头士，让这位63岁的表演家在英国创造了“拥有榜首歌曲时间最长艺术家”的记录。同年，他的单曲“与时间的较量”（Bout Time）成了电影《家有仙妻》（Bewitched）的配乐。
1968年，阿姆斯特朗在意大利圣雷莫音乐节（Sanremo Music Festival）上与他一位意大利籍厄里特利亚朋友，劳拉圣保罗（Lara Saint Paul）合唱了一曲“Mi Va di Cantare”。同年二月份，他还与劳拉圣保罗出现在意大利广播电视公司上，用意大利语为意大利的人们演唱了一首“Grass e Bella”。阿姆斯特朗最后一张榜首单曲是在1968年推出的极具流行感的“多美好的世界啊”，这张单曲蝉联英国各大榜单榜首一个月，但是却没有挤进美国任何一张榜单。这首歌在被1987年电影《早安越南》（Good Morning, Vietnam）采用之后受到了更多的关注，而再次发售的唱片则占据世界各榜单的第一位。
1970年10月28日，阿姆斯特朗甚至出现在了约翰尼·卡什秀（Johnny Cash Show）上，并演唱了一首纳·京·高尔的代表作“蔓长的玫瑰”（Rambling Rose）。后来他与卡什再次创作了他的表演以支持吉米·罗吉斯的唱片《蓝调约德尔9号》（Blue Yodel #9）

### 风格领域
阿姆斯特朗的风格领域极广，从布鲁斯到盖·伦巴多，从拉美民歌到古典交响乐和歌剧。他从所有这些不同风格的音乐中汲取养分，并运用到他的音乐之中。这样广泛的风格涉猎，有的时候也让那些希望他待在某一音乐种类之中的乐迷们困惑。

## 音乐贡献
阿姆斯特朗是爵士乐的奠基人，是真正的爵士天才。在对传统音乐的惯用手法进行了仔细的研究后，阿姆斯壮大胆创新，开创独特的艺术风格，他的艺术造诣和人格魅力，都为后世音乐天才们所敬仰。阿姆斯特朗和他的乐队“五七成群”的贡献使旧日的集体即兴发生了质的飞跃。他开始在乐器上翱翔，他的想象力、创造力成为之后20年中爵士小号手的典范，至今仍受到尊崇。

### 拟声唱法
阿姆斯特朗拥有令人羡慕的小号演奏技巧和富创新精神的演唱方式。他首创的拟声绝技（scat），即伴随着音乐无节奏地哼唱，正是他手中那把黄金小号的化身。大家能在这个物质城市的灯红酒绿觥筹交错之外，感受到那份遥远而真实地抚慰着我们灵魂的浪漫与激情，以及体贴着我们低微而脆弱的心灵的声音。

### 即兴表演
路易斯·阿姆斯特朗最重要的创造在于他的即兴表演。每一首曲子中都活灵活现着他不安分的活泼与嬉皮，这种个人主义的风头打破了之前爵士乐团集体演奏不强出头的清规戒律。在每一首曲子中他都会将他那生性不安份的活泼与嬉皮透过小号像小精灵般地跳跃着。即兴的表演被大大的增加了，自由度终于在爵士乐里有了一种新的拓展，后世也将他称为爵士摇滚的先祖。
即兴不是一个新的音乐名词，许多音乐家如巴赫，莫扎特以及贝多芬都沉湎于即兴的键盘演奏。但运用即兴表演在节奏乐器和伴舞乐队上是很少见的，在这方面阿姆斯特朗绝对应被认为是先驱者。他即兴的创作能力，完全源自自然的天性，他很多素材是直接从日常生活中信手拈来。他的传记作者传神地说，有次阿姆斯特朗在巴黎演出结束后，走在大街上，有辆马车“口得口得口得”经过，声音在午夜特别地响亮。阿姆斯特朗转身就用同样节奏唱了一首新歌，神速得快赶上七步诗人了。
他证明了新奥尔良集体即兴技巧，不是爵士管号演奏的唯一途径。他的独奏（他是首先破例发展独奏的人之一）催人亢奋、独立于集体。他开创了个人即兴，交相几代爵士手表明这种演奏方法行得通。
他的即兴不仅仅是演奏，还有演唱。路易斯·阿姆斯特朗另一个独创就是他会在他的演唱中安排即兴的“喊叫”，这显然是当小号的即兴不再能满足喧泄的快感后最直接也最过瘾的一种方式，这种方式也在后来被艾拉·費茲傑羅（Ella Fitzgerald）以及艾乐·杰里（Al Jarreau）等爵士歌手交仿，当然也包话更后来的众多摇滚歌手。

### 开创节奏新概念
阿姆斯特朗是净化节奏概念、摒弃生硬钢琴模式的第一人。他开创合理运用切分韵律法，有时将整段位置摇摆。这样他用音节与鼓点反向拖延而展示出比拉格泰姆（Ragtime：美国流行音乐的形式之一，盛行于第一次世界大战之前经济繁荣的时期）更轻松的感觉，而且花样更多。
节拍因素综合产生最早风格之一，在观众中引发出现称“爵士摇摆感觉”。爵士更轻松，不受先前严格四拍限制。同时，鼓手也开始试用切分等技巧，改棍为刷，增加了钹、铃、木模及其它成套设备。

### 重视乐器
阿姆斯特朗在乐器上比先前的爵士号手都伟大，他激励年轻号手成乐器大师，爵士号演奏“职业化”，重视乐器提高音乐“品質”，成了爵士乐器演奏印证。作为小号演奏的名家，阿姆斯特朗的音色独一无二，并拥有即兴创作优美旋律的非凡才能。通过他的表演，小号成为爵士乐新兴的独奏乐器，至今广泛使用。作为伴奏者，他同样精湛娴熟。而他在合奏中的出色表现也为他的惊人的独奏技艺锦上添花。他的创新之举，使后继之人的音乐标准显著提高。1928年，他灌制了现认为音乐史上最有革命性的爵士小号篇章。

## 奖项与荣誉

### 格莱美奖
1972年在阿姆斯特朗逝世之后，美国国家唱片艺术及科学学会（the Academy of Recording Arts and Sciences）为他授予了“葛莱美终身成就奖”。这项特殊贡献奖（Special Merit Award）由唱片协会国家受托人（the Recording Academy's National Trustees）投票决定，代表着受奖者在他一生当中，为唱片领域做出了创造性杰出的贡献。
| 年份 | 参赛单元   | 歌曲名称        | 音乐类型 | 结果 |
| ---- | ---------- | --------------- | -------- | ---- |
| 1964 | 最佳男歌手 | "Hello, Dolly!" | 流行     | 赢家 |

### 格莱美名人堂
阿姆斯特朗的专辑被选入格莱美名人堂。这项格莱美的特别荣誉始创于1973年，用于向20年以上的具有“性质上和历史上重大意义”的旧专辑致意。
| 唱片年份 | 歌曲名称                                | 歌曲风格     | 入选年份 | 备注                                  |
| -------- | --------------------------------------- | ------------ | -------- | ------------------------------------- |
| 1929     | "St. Louis Blues"                       | 爵士（单曲） | 2008     | 与贝丝 史密斯合作                     |
| 1928     | "Weather Bird"                          | 爵士（单曲） | 2008     | 与厄尔·海恩斯合作                     |
| 1930     | "Blue Yodel #9(Standing on the Corner)" | 乡村（单曲） | 2007     | 与吉米·罗杰斯合作（由阿姆斯特朗主唱） |
| 1932     | "All of Me"                             | 爵士（单曲） | 2005     |                                       |
| 1958     | Porgy and Bess                          | 爵士（专辑） | 2001     | 与贝丝 史密斯合作                     |
| 1964     | "Hello Dolly!"                          | 流行（单曲） | 2001     |                                       |
| 1926     | "Heebie Jeebies"                        | 爵士（单曲） | 1999     |                                       |
| 1968     | "What a Wonderful World"                | 爵士（单曲） | 1999     |                                       |
| 1955     | "Mack the Knife"                        | 爵士（单曲） | 1997     |                                       |
| 1925     | "St. Louis Blues"                       | 爵士（单曲） | 1993     | 在演唱会上与贝丝 史密斯合唱           |
| 1928     | "West End Blues"                        | 爵士（单曲） | 1974     |                                       |

### 美国摇滚名人堂
1928年，美国摇滚名人堂将阿姆斯特朗的“西區藍調”（West End Blues）列入“影响摇滚乐的500首歌曲”之一。

### 其他奖项
| 获奖年份 | 奖项                                 | 备注                   |
| -------- | ------------------------------------ | ---------------------- |
| 2007     | 路易斯安娜州音乐名人堂               |                        |
| 2007     | Gennett唱片名人大道, 里士满          |                        |
| 2007     | 长岛音乐名人堂                       |                        |
| 2004     | 林肯艺术中心Nesuhi Ertegün爵士名人堂 |                        |
| 1990     | 美国摇滚名人堂                       | 授予其早期影响         |
| 1978     | Big Band and Jazz                    | 名人堂                 |
| 1952     | Down Beat Jazz Hall of Fame          |                        |
| 1960     | 好莱坞星光大道                       | 好莱坞百老汇大街7601号 |

## 轶事

### 绰号
人们亲切的称阿姆斯特朗为书包嘴。就像他生命中的许多传奇，他的绰号也充满了许多有趣的故事与新奇的想像。
传记作者经常说的故事：因为贫穷，阿姆斯特朗小时侯经常在街上捡拾硬币。为了不让别的孩子偷走，他便把硬币藏在嘴里。由此，人们打趣的称他为书包嘴。
早期，阿姆斯特朗也被称为吸盘嘴。因为他在蓝调工人专辑中独特的运唇法与即兴演奏。

### 写作
阿姆斯特朗热爱写作。在路上，他经常写作与全世界分享自己的生活。想到什么，他就会立即记录下来，音乐、童年、性，甚至是吸食大麻他都会欢乐地记录。当然，他也喜欢黄色笑话和打油诗。

### 社会组织
阿姆斯特朗并不是像人们常说的那样是共济会会员。虽然他常被列進纽约市蒙哥马利18旅店会员，但这个旅店并非实际存在。阿姆斯特朗在他的自传中说，自己的确是西皮厄斯骑士（Knights of Pythias）的一员，属于共济会组织。

## 外部連結
- louis-armstrong.net - SONY BMG MUSIC ENTERTAINMENT
- Louis Armstrong at www.frenchcreoles.com （页面存档备份，存于）
- Louis Armstrong by Nat Hentoff